# Warren Zaïre-Emery
Warren Zaïre-Emery (født 8. marts 2006) er en fransk professionel fodboldspiller, som spiller for Ligue 1-klubben Paris Saint-Germain og Frankrigs landshold.

## Klubkarriere

### Paris Saint-Germain
Zaïre-Emery kom igennem ungdomsakademiet hos Paris Saint-Germain, og fik sin professionelle debut den 6. august 2022 i en Ligue 1-kamp imod Clermont. I en alder af bare 16 år og 151 dage, så blev han den yngste spiller for PSG nogensinde. Over de næste måneder slog han flere klubrekorder, herunder den yngste PSG spiller i en Champions League-kamp, og den 1. februar 2023 blev han også den yngste målscorer for klubben nogensinde, da han scorede sit første mål i en kamp imod Montpellier.

## Landsholdskarriere

### Ungdomslandshold
Zaïre-Emery har repræsenteret Frankrig på flere ungdomsniveauer. Han var del af Frankrigs U/17-trup som vandt U/17-EM 2022.

### Seniorlandshold
Zaïre-Emery debuterede for Frankrigs landshold den 18. november 2023, og scorede på sin landsholdsdebut.

## Titler
Paris Saint-Germain
- Ligue 1: 1 (2022-23)
- Trophée des Champions: 1 (2023)

Frankrig U/17
- U/17 Europamesterskabet: 1 (2022)